# Союз ТМ-7
Союз ТМ-7 — пилотируемый космический аппарат из серии «Союз ТМ»

## Экипаж
На взлёте:
- Александр Волков (2-й полёт) — командир
- Сергей Крикалёв (1-й полёт) — бортинженер
- Жан-Лу Кретьен (2-й полёт) — космонавт-исследователь

При посадке:
- Александр Волков (2-й полёт) — командир
- Сергей Крикалёв (1-й полёт) — бортинженер
- Валерий Поляков (1-й полёт) — врач-космонавт

## Параметры полёта
- Масса аппарата: 7000 кг
- Перигей: 194 км
- Апогей: 235 км
- Наклонение: 51,6°
- Период обращения: 88,8 минуты

## Описание полёта
Старт корабля произошёл 26 ноября, после одной недели задержки, внесённой для того, чтобы дать возможность французскому
президенту Франсуа Миттерану присутствовать при старте. Также на старте присутствовали музыканты группы «Pink Floyd», чей концертный альбом «Delicate Sound of Thunder» советские космонавты взяли на борт, этот альбом стал первым рок-альбомом, прозвучавшим в космосе.
За время пребывания на станции «Мир», Кретьен и Волков совершили выход в открытый космос, длившийся 5 часов 57 минут. За это время они установили платформу с пятью технологическими экспериментами, необходимыми для развития программы «Гермес». Помимо этого за бортом станции был установлен эксперимент ЭРА.
Волков и Крикалёв заменили на борту станции Титова и Манарова. Кретьен пробыл на борту только 3 недели. За это время были проведены различные эксперименты. Были произведены топографические и спектральные съёмки поверхности Земли, исследования в области рентгеновской астрономии, биологические и медицинские эксперименты. Среди них были анализы крови, наблюдение за совместной работой глаз и мышц, исследования по приспособляемости к невесомости. Кроме того были произведены измерения космических лучей на борту станции.
Четвёртая основная экспедиция на станцию Мир исполнила обширную исследовательскую программу с более чем 5000 отдельными экспериментами в области рентгеновской и УФ астрономии и спектроскопии, исследовании Солнца и атмосферы, медицины, техники, биологии и материаловедения. Наблюдались источники сильного рентгеновского излучения, среди них Скорпион X-1, Центавр X-3, Сверхновая 1987A, пульсары в созвездии Паруса и Малого Магелланова Облака. При помощи УФ-спектроскопа и телескопа «Глазар» на модуле «Квант» были просканированы некоторые области неба в созвездиях Южного Креста, Возничего, Кассиопеи и Кормы.
При этом были записаны также и спектры звёзд. Многократно были записаны спектры сверхновой 1987А, с тем чтобы проследить за их временны́м изменением. Прочие исследования были посвящены загрязнению окружающей среды, плотности озонового слоя и воздействию высокоэнергетического излучения на атмосферу Земли. Было изучено возникновение заряженных частиц в верхних слоях атмосферы. Были сделаны фотографические и спектральные снимки поверхности Земли.
Медицинские исследования врача Валерия Полякова были посвящены приспособляемости к невесомости, циркуляции, давлению и составу крови, особенно в органах чувств и вестибулярном аппарате, потере кальция в теле, а также сердечно-сосудистой системе.
Помимо этого был изучен рост растений в невесомости, изготовлены особо чистые биологически активные препараты, сделана плавка оптического стекла и опробованы новые полупроводниковые материалы и металлические сплавы. На борту станции была расширена система электроники, установлены новые устройства регулирования климата и проведены профилактические работы. Материалы и продовольствие на борт доставлялись кораблями «Прогресс» с 38 по 41. По окончании исследовательских работ станция была переведена в автоматический режим.
Посадка корабля произошла 27 апреля 1989 года.
В космос на корабле летал микрокалькулятор «Электроника МК-52». Его предполагалось использовать для расчёта траектории посадки в случае, если выйдет из строя бортовой компьютер.